# Adamantios Androutsopoulos
Adamantios Androutsopoulos ( Grieks: Αδαμάντιος ΑνδρουτσοπουΛος)  (Psari, Griekenland, 20 augustus 1919 - aldaar, 10 november 2000) was een Grieks advocaat, professor en politicus. Hij was van 25 november 1973 tot 23 juli 1974 premier van Griekenland.

## Biografie
Androutsopoulos studeerde aan de Universiteit van Athene en aan de Universiteit van Chicago. Hij werd minister van Financiën ( 1967-1971) en van Binnenlandse Zaken (1971-1973) ten tijde van het Kolonelsregime van Georgios Papadopoulos. Wanneer Papadopoulos afgezet werd, werd Androutsopoulos premier en terug minister van Financiën tot de terugkeer van de democratie in Griekenland in 1974.
- International Standard Name Identifier: 0000 0000 3544 9546
- Library of Congress Control Number: n95012132
- Nederlandse Thesaurus van Auteursnamen: 158174313
- Virtual International Authority File: 31238462
- WorldCat: E39PBJd3KV3xDK8DgmBg94BHG3